# Coriandrin
Coriandrin ist ein Bestandteil der ätherischen Öle des Korianders. Coriandrin wurde 1988 erstmals als hoch photoaktive Verbindung aus diesem Kraut isoliert und deshalb so benannt. Die Verbindung leitet sich strukturell vom Isocumarin ab und gehört zur Gruppe der Furanoisocumarine.

## Vorkommen

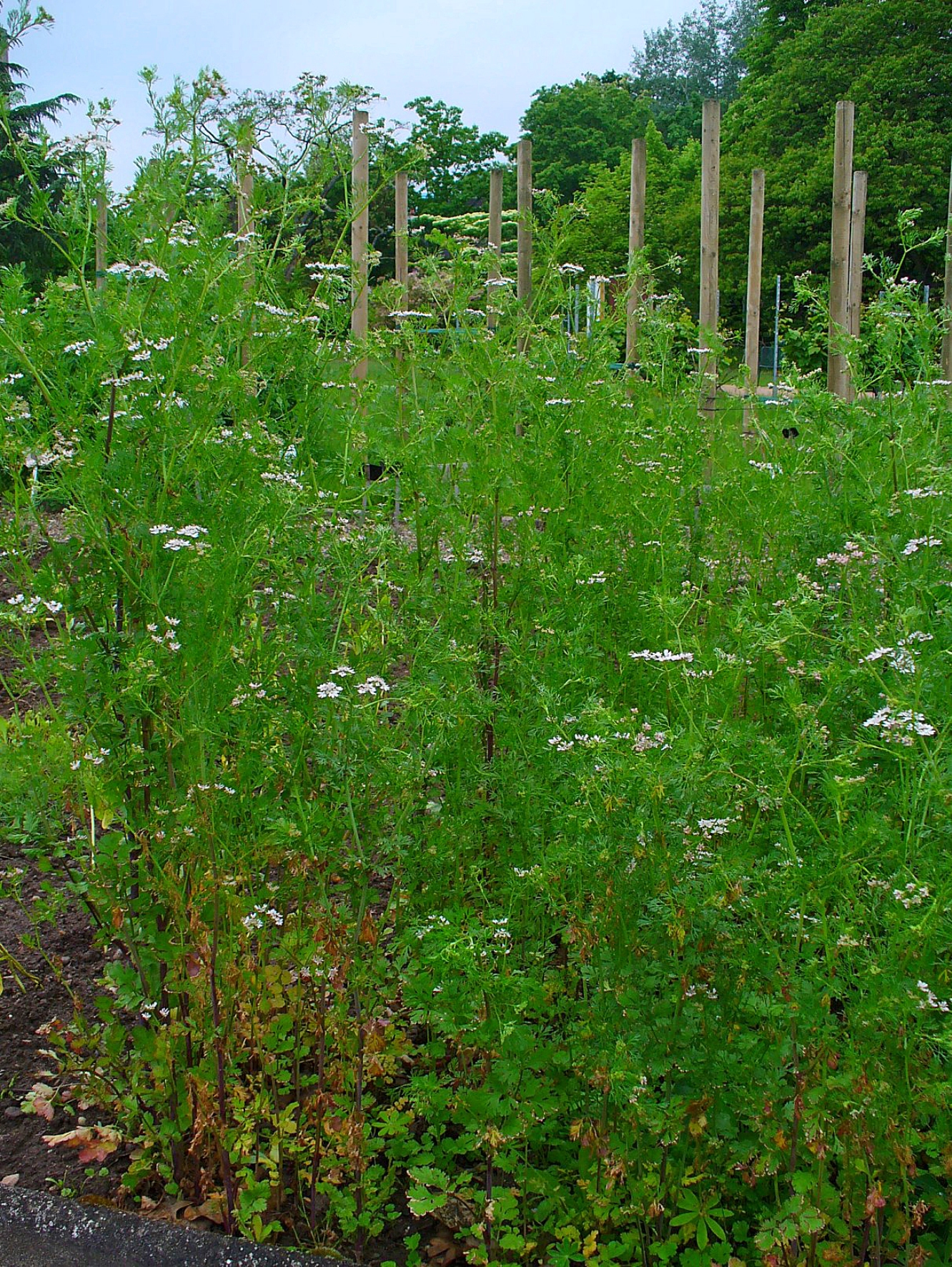
Koriander (Coriandrum sativum)

Die Substanz wurde neben anderen Furanocumarinen in den Früchten und den Blättern des Korianders gefunden. Letztere enthielten bis zu 45 µg/g Blätter. Es existieren wissenschaftlich fundierte Hinweise, wonach natürlich vorkommende Cumarine den Cytochrom-P450-abhängigen Stoffwechsel beeinflussen können.